# Arhopala japonica
Arhopala japonica és una espècie de lepidòpter papilionoïdeu de la família dels licènids (Lycaenidae). Es distribueix per Indoxina, el Japó, les Illes Ryukyu, la Península de Corea i Taiwan.
L'envergadura és d'entre 24 a 30 mm.

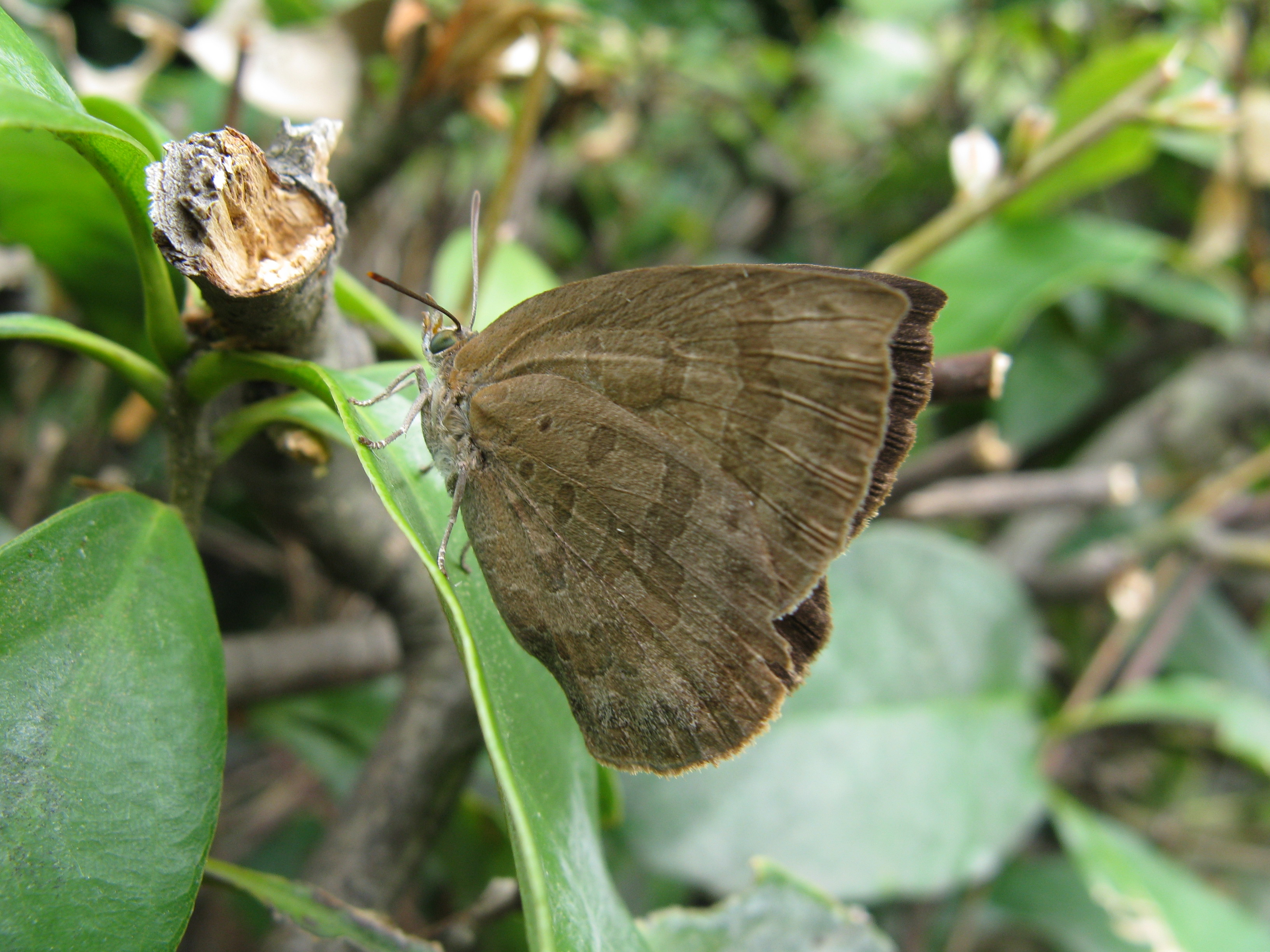
Arhopala japonica

Les larves s'alimenten de: Pasania edulis, Pasania glabra, Quercus acuta, Quercus glauca, Quercus serrata, Quercus stenophylloides, Cyclobalanopsis glauca, Cyclobalanopsis gilva i Cyclobalanopsis acuta.

## Subespècies
- Arhopala japonica japonica
- Arhopala japonica kotoshona (Taiwan)